# Вальдсхут (район)
Вальдсхут (нем. Waldshut), в литературе встречается название Вальдсгут — район в современной Германии (ФРГ) на юге Шварцвальда.
Административный центр района — город Вальдсхут-Тинген. Район входит в землю Баден-Вюртемберг. Подчинён административному округу Фрайбург. Занимает площадь 1131,19 км². Население — 167 304 человек. Плотность населения района — 148 человек/км². Официальный код района — 08 3 37. Район государства Баден-Вюртемберг подразделяется на 32 общины.

## История
В 1524 году во время крестьянской войны в Швабии, в Вальдсгуте крестьяне округа объединяются с горожанами, которые уже были настроены достаточно «реформационно» в связи с деятельностью проповедника Бальтазара Губмайера, и образуют так называемое Евангельское братство, которое отказывалось повиноваться и платить налоги кому-либо, кроме императора Священной римской империи. После кровавого подавления рыцарством и духовенством народного восстания (бунта) в округе и его поселениях был наведён прежний порядок. Район, ранее округ, входил в Великое герцогство Баден.
По проекту штаба группы армий «Ц» Вооружённых сил нацистской Германии через район должен быть произведён захват Швейцарии.

## Города и общины
Города
1. Бад-Зекинген (16 706)
2. Бондорф (6 876)
3. Лауфенбург (8 530)
4. Санкт-Блазин (4 080)
5. Штюлинген (5 306)
6. Вальдсхут-Тинген (22 619)
7. Вер (12 995)

Объединения общин
Общины
1. Альбрук (7 461)
2. Бернау (1 934)
3. Дахсберг (1 444)
4. Деттигхофен (1 079)
5. Догерн (2 342)
6. Эггинген (1 744)
7. Гёрвиль (4 555)
8. Графенхаузен (2 385)
9. Хойзерн (1 306)
10. Херришрид (2 782)
11. Хёхеншванд (2 522)
12. Хоэнтенген (3 633)
13. Ибах (409)
14. Йештеттен (5 194)
15. Клетгау (7 395)
16. Кюссаберг (5 454)
17. Лаухринген (7 409)
18. Лотштеттен (2 170)
19. Мург (6 893)
20. Рикенбах (3 827)
21. Тодтмос (2 085)
22. Илинген-Биркендорф (5 216)
23. Вайльхайм (3 161)
24. Вутах (1 254)
25. Вутёшинген (6 549)